# Дифазиаструм
Дифазиаструм, или Двурядник (лат. Diphasiastrum) — род многолетних растений семейства Плауновые (Lycopodiaceae), распространённых по всему земному шару.

## Ботаническое описание
Многолетние растения с ползучими побегами, от которых отходят прямостоячие ветви. Ветвление дихотомическое. Стерильные ветви обычно дорзовентрально уплощены.
Листья зелёные, чешуевидные, от почти нитчатых, линейных до ланцетных, тесно прижатые к стеблю или отклонённые. Располагаются в 4 рядах, отличающихся по величине, форме и плотности расположения листьев — спинные, брюшные, боковые.
Спорангии в верхушечных стробилах. Стробилы одиночные или многочисленные на редко облиственных ножках. Спорофиллы четко отличаются от стеблевых листьев. Споры почковидные с сетчатой поверхностью.

## Ботаническая классификация

### Список видов
По данным The Plant List на 2013 год, в род входит 21 вид:
- Diphasiastrum alpinum (L.) Holub — Дифазиаструм альпийский
- Diphasiastrum angustiramosum (Alderw.) Holub
- Diphasiastrum carolinum (Lawalrée) Holub
- Diphasiastrum complanatum (L.) Holub — Дифазиаструм сплюснутый, или Дифазиаструм уплощённыйtypus[1]
- Diphasiastrum digitatum (Dill.) Holub — Дифазиаструм пальчатый
- Diphasiastrum fawcettii (F.E.Lloyd & Underw.) Holub
- Diphasiastrum ×haberei (House) Holub
- Diphasiastrum henryanum (E.D.Br. & F.Br.) Holub
- Diphasiastrum ×issleri (Rouy) Holub — Дифазиаструм Исслера
- Diphasiastrum kablikianum (Domin) Dostál
- Diphasiastrum madeirense (J.H.Wilce) Holub
- Diphasiastrum montellii (Kukkonen) Miniaev & Ivanenko — Дифазиаструм Монтеля
- Diphasiastrum multispicatum (J.H.Wilce) Holub — Дифазиаструм многоколосковый
- Diphasiastrum novoguineense (Nessel) Holub
- Diphasiastrum platyrhizoma (J.H.Wilce) Holub
- Diphasiastrum sabinifolium (Willd.) Holub — Дифазиаструм сабинифолиум
- Diphasiastrum sitchense (Rupr.) Holub — Дифазиаструм ситхинский
- Diphasiastrum tristachyum (Pursh) Holub — Дифазиаструм трёхколосковый
- Diphasiastrum wightianum (Grev. & Hook.) Holub
- Diphasiastrum wilceae Ivanenko
- Diphasiastrum ×zeilleri (Rouy) Holub — Дифазиаструм Цейлера